# Борисова Ольга Василівна
Борисова Ольга Василівна — доктор історичних наук, професор кафедри історії України Луганського національного педагогічного університету ім. Т. Шевченка.
Сфера наукових інтересів — всесвітня історія, сучасне переосмислення давньої теорії Кліматів (Klimata), медієвістика, історія цивілізацій, методологія історичного дослідження, історія християнства, соціально-історична антропологія, психогеоісторія.

## Громадська діяльність
В 1990 −1998 роках двічі обиралася депутатом Луганської міської ради. Політик-опозиціонер, одна з трьох депутатів, які опечатували 25 серпня 1991 р. приміщення Луганського обкому Компартії України. Член партії «Батьківщина» з 1999 р.. 

Член Громадської палати при Луганській міській раді. Член правління Луганської обласної організації Спілки краєзнавців України. Громадсько-політичний діяч.
З липня 2014 р. - поза межами Луганська. Продовжує проукраїнську діяльність.
Син - Герман Борисов (1979 р.н.) - головний редактор газети «Вечерний Луганск».

## Освіта
Випускниця історичного факультету Луганського національного університету імені Тараса Шевченка — 1980 рік
В 1987 році в Інституті слов'янознавства та балканістики АН СРСР (м. Москва) захистила кандидатську дисертацію.
У 2006 році захистила докторську дисертацію на тему «Ґенеза наукової парадигми історичного процесу в середні віки (V — XV ст.)».